# Nina Cried Power
«Nina Cried Power» — песня ирландского автора-исполнителя Хозиера и американской госпел-певицы Мэвис Степлс, изданная 6 сентября 2018 года в качестве ведущего сингла со второго студийного альбома Wasteland, Baby!.

## Композиция
«Nina Cried Power» — первый трек альбома, написанный Хозиер в одиночку. Песня описывается как «душевный гимн» и содержит влияние блюза и госпела, а также утончённое фортепиано, игривый барабанный бой и успокаивающий гитарный ритм. В тексте песни упоминаются музыканты предыдущих поколений, в том числе Вуди Гатри, Билли Холидей, Джеймс Браун, Кертис Мэйфилд, Би Би Кинг, Марвин Гэй, Пит Сигер, Патти ЛаБелль, Боб Дилан, Джон Леннон, Джони Митчелл, вокалистка Мэвис Степлс и титулованная Нина Симон; название трека — это указание на запись Симон песни «Sinnerman», в которой есть слова «I cried power». В песне их работа описывается как «слушание звона человеческого духа». В «Nina Cried Power» отдается должное их вкладу в протестную музыку американского движения за гражданские права, заявляя, что «это не пробуждение, это подъем».

## Отзывы
Сингл «Nina Cried Power» был высоко оценен критиками. The Telegraph заявил, что он поддержал наследие вышеупомянутых артистов «целеустремленной развязностью», а The Irish Times написала, что «с первого трека Хозиер соединяет свой праведный политический гнев („Это приведение строки, это обнажение рифмы, это не пробуждение, это подъем“) с тем, что можно назвать только „мелодией“, назвав его „древовидным тур-де-силом, который исследует широкие темы протеста и освобождения“». PopMatters заявили, что «Hozier… использует наследие исполнителя, чтобы вдохновить на действия и разрушить апатию. Это пронзительное напоминание о том, что работа, начатая этими художниками-активистами, все еще нуждается в исправлении и реализации… В качестве открытия „Nina Cries Power“ — вдохновляющий триумф, концертирующий место сингла в истории музыки протеста». Consequence of Sound похвалил открывающий трек за его «бодрое, радостное качество, свидетельствующее о грядущем эмоциональном материале».

## Музыкальное видео
Официальный клип на песню «Nina Cried Power» был выпущен 12 сентября 2018 года. Режиссерами клипа стали Патрик Райан и Джон Хозиер-Бирн, брат Хозиера, а в нем снялись ирландские активисты, включая Синеад Берк, Имонн МакКанн и Бернадетт МакАлиски. Клип был снят в Дублине, и в нем активисты в наушниках без слов впервые реагируют на мощный гимн. Видео набрало более 13 миллионов просмотров на YouTube.

## Коммерческий успех
Песня заняла десятое место в ирландском хит-параде синглов Irish Singles Chart, а также попала в Топ-50 в США, Нидерландах, Шотландии, Новой Зеландии и Бельгии.

## Чарты
| Чарт (2018)                                | Высшая позиция |
| ------------------------------------------ | -------------- |
| Бельгия/Фландрия (Ultratip Bubbling Under) | 30             |
| Бельгия/Валлония (Ultratip Bubbling Under) | 33             |
| Ирландия (IRMA)                            | 10             |
| Нидерланды Single Tip (MegaCharts)         | 28             |
| Новая Зеландия (RMNZ)                      | 27             |
| Шотландия (OCC Scotland)                   | 42             |
| Великобритания (OCC UK Singles)            | 87             |

## Сертификации
| Регион                                                                      | Сертификация | Продажи |
| --------------------------------------------------------------------------- | ------------ | ------- |
| Канада (Music Canada)                                                       | Золотой      | 40 000  |
| Данные о продажах + прослушиваниях приведены только на основе сертификации. |              |         |